# Knoten Salzburg
Het Knoten Salzburg is een knooppunt in de Oostenrijkse deelstaat Salzburger Land. Op dit knooppunt in de gemeente Wals-Siezenheim ten zuidwesten van de stad Salzburg sluit de A10 aan op de A1.

## Bouwvorm
Het knooppunt is een half-sterknooppunt.